# 桃川如燕
桃川 如燕（ももかわ じょえん）は、講釈師の名跡。現在は空き名跡であり、現在六代目神田伯山が預かっている。
- 三代目桃川如燕 - 後∶五代目神田伯山

## 初代
初代 桃川 如燕（1832年（天保3年6月） - 1898年2月28日）は、講談師。本名∶杉浦 要助。
江戸根津宮永町の酒屋の息子として生まれる。上野寒松院で小姓見習いをしていた。
1845年、伊東燕国に入門して国栄と名乗り、1848年、夜席真打。1853年、2代目燕国を襲名。1864年に燕玉、燕林と名乗った後、1847年に如燕と改名する。如燕の由来については、酒と女が大好物で、酒を飲む口に女を合わせると如という文字になるからだとする説がある。
1875年、軍談師頭取となり、1888年、明治天皇の御前で口演を行う。墓所は台東区観音寺、法名は桃川院弁覚女燕居士。

### 人物
生来の美声から「鶯小僧」「松虫燕国」と評された。また、鍋島猫騒動を題材とする百猫伝が得意なことから、「猫燕国」の異名を持った。
初代の講談速記は『中央新聞』に多く残っている。

### 弟子
- 桃川実

## 二代目
二代目 桃川 如燕（1866年11月3日（慶応2年9月26日） - 1929年（昭和4年）9月30日）は、講談師。
落語家一家（父、兄、弟がいずれも麗々亭柳橋）の二男（真ん中の子）として生まれる。13歳で父に入門し落語家となり、昔々亭桃太郎を名乗った。しかし、兄と弟は可愛がられ、自分は継子扱いされることに嫌気が差し、父に懇願して18歳で講談に転じる。三代目一龍斎貞山の門下に入り、一龍斎貞宗を名乗る。1885年、師が初代錦城斎一山を襲名したことに伴い一龍斎一仙となる。貞山没後は独立し、二代目千代田錦鏡と改名。ほどなく父の勧めで初代桃川如燕の門下に入り、桃川若燕を名乗る。
1898年に二代目桃川如燕を襲名。1905年には講談組合の分裂騒動で正義派と同志派に分かれた際は正義派の代表になる。1925年に再び講談組合が再集結された時は副代表に、1927年には講談組合頭取になった。
読物は「義士伝」が評判だったが、「日蓮記」「暁星五郎」「越後騒動」なども得意で、踊りや三味線も巧みであった。千代田錦鏡時代、赤穂浪士を模して、寄席の看板や木戸口に櫛形模様の高張提灯を掲げたため、「櫛形如燕」と呼ばれた。温厚で品が良く、周囲の人々から尊敬された。
江戸紙切り師の桃川忠は親戚筋。